# Вторая карибская война
Вторая карибская война (англ. Second Carib War; 1795–1797) — вооружённый конфликт между Великобританией и населением острова Сент-Винсент, состоявшим из потомком автохтонного индейского населения (карибов) и беглых черных рабов, образовавших на острове Сент-Винсент своеобразную этническую группу чёрных карибов. 

## История и описание
По результатам Первой карибской войны британцы были вынуждены признать северную треть острова Сент-Винсент  территорией чёрных карибов. Однако, с начало французских революционных войн ситуация усложнилась. 
Французское республиканское правительство вступило в переговоры с чёрными карибами через губернаторов соседних островов, предлагая им атаковать британцев, занимающих южную часть острова. Чёрные карибы, имевшие много претензий к своим британским соседям, охотно на это согласились.  В марте 1795 года на остров прибыли французские военные советники, а затем — некоторые подразделения регулярных французских войск. Весной 1795 года чёрные карибы первыми перешли границу и захватили большую часть острова. Плантаторы и другие британцы бежали в Кингстаун. Несколько попыток штурма Кингстауна, предпринятых чёрными карибами при участии французов, были отбиты, но вся остальная территория острова перешла под их контроль. 
В 1796 году британцам удалось захватить принадлежавший французам остров Сент-Люсия и тем самым отрезать карибов от французских поставок. На острове были собраны крупные силы британцев под руководством Ральфа Эберкромби. Боевые действия 1796 и 1797 годов, быстро принявшие характер этнической чистки, привели к полной победе британских войск и установлению британского контроля над всей территорией острова.
Выжившие чёрные карибы были депортированы британцами с Сент-Винсента на небольшой остров Роатан у побережья современного Гондураса, где их потомки проживают и поныне.
Вторая карибская война являлась частью Революционных и Наполеоновских войн в Вест-Индии, в ходе которой многие острова региона переходили из-под контроля одной державы под контроль другой (в некоторых случаях неоднократно). Особенно крупномасштабные боевые действия велись на Гаити (Гаитянская революция), но ими были затронуты также Мартиника, Гваделупа и другие острова. На этом фоне Вторая карибская война осталась конфликтом, малоизвестным за пределами Сент-Винсента, в истории которого она, однако, сыграла определяющую роль.